# Тюленский
Тюленский — починок в городском округе город Шахунья Нижегородской области.

## География
Находится у реки Мокрая Какша на расстоянии примерно 9 километров по прямой на северо-восток от города Шахунья.

## История
Починок до 2011 года входил в Туманинский сельсовет Шахунского района.

## Население
Постоянное население составляло 8 человек (русские 100 %) в 2002 году, 7 в 2010.